# 藕団郷
藕団郷（ぐうだんきょう）は中華人民共和国湖南省懐化市靖州ミャオ族トン族自治県の郷。

## 行政区画
- 藕団村
- 三橋村
- 団山村
- 隴団村
- 潭洞村
- 新寨村
- 新街村
- 老里村
- 康頭村
- 高坡村
- 高営村

## 歴史
1956年、藕団郷を設立。1984年、藕団ミャオ族郷と改称。1987年、藕団郷の名前を回復させます。

## 経済

### 名物・特産品
- 煤
- 金
- ボーキサイト

## 地理
藕団郷は靖州ミャオ族トン族自治県西南部に位置し、北は三鍬郷と、東北及び東は渠陽鎮と、西南は平茶鎮と、東南は新廠鎮とそれぞれ接している。
- 河川：四郷河
- 湖：南団壩水庫、地里沖水庫
- 山：南団坡（937メートル）

## 交通

### 道路
- 省道S222